# L'eroe cinese (Cimarosa)
|  | Per a altres significats, vegeu «L'eroe cinese». |

L'eroe cinese és una òpera en tres actes composta per Domenico Cimarosa sobre un llibret italià de Pietro Metastasio. S'estrenà al Teatro San Carlo de Nàpols el 13 d'agost de 1782.